# Минерална баня (Обединение)
Минералната баня в село Обединение, община Полски Тръмбеш, област Велико Търново е построена през 1986 г.
През 1971 г. под ръководството на инж. Иван Косев е извършено сондиране в с. Обединение и е открито находище на минерална вода на дълбочина. По данни от Регистъра на ресурсите на минералните води – изключителна държавна собственост по находища и водовземни съоръжения към Министерството на околната среда и водите тя е с температура от 44,1 градуса по Целзий и с утвърден експлоатационен ресурси на находището от 14,21 л/сек.

Минерализацията ѝ е 4,44 г/л – хлоридно-сулфатна натриево-калциево-магнезиева и флуорна, съдържа сероводород.

## Лечебни показания
1. Кожни заболявания[2]: хронични екземи, сърбящи дерматози, невродермит;
2. Заболявания на периферната нервна система: радикулити, ишиас, невралгия;
3. Заболявания на стомашно-чревния апарат: колити, гастрити, язва на стомаха, възпалителни заболявания на чернодробно-жлъчните пътища, състояние след прекаран хепатит;
4. Енодкринни болести: диабет;
5. Заболявания на опорно-двигателния апарат: артрити, артрози, следтравматични състояния, шипове;
6. Гинекологични възпалителни заболявания.

## Химичен състав
| Аниони   | Аниони       | Катиони                | Катиони      |
| -------- | ------------ | ---------------------- | ------------ |
| Натрий   | 179,79 млг/л | Йод                    | 7,26 млг/л   |
| Калий    | 36,04 млг/л  | Сулфат                 | 519,72 млг/л |
| Калций   | 134,67 млг/л | Хидрокарбонат          | 252,62 млг/л |
| Магнезий | 116,79 млг/л | Карбонат               | 27,00 млг/л  |
| Стронций | 17,17 млг/л  | Сероводород            | 0,136 млг/л  |
| Амоняк   | 11,73 млг/л  | Сероводород свързан    | 0,954 млг/л  |
| Хлор     | 364,21 млг/л | Борна киселина         | 27,00 млг/л  |
| Бром     | 19,74 млг/л  | Метасилициева киселина | 23,23 млг/л  |